# Григор'єв Сергій Васильович
Сергі́й Васи́льович Григо́р'єв (8 червня 1965, Київ, СРСР) — український біолог, куратор зоопарку резиденції «Межигір'я». В минулому — біолог-методист Київського зоопарку, головний редактор журналу «Зоосад».

## Життєпис
Сергій Григор'єв народився у Києві. Закінчив Національний педагогічний університет імені М. П. Драгоманова. Був директором та головним редактором журналу «Зоосад», згодом працював біологом-методистом у Київському зоопарку. Член Національної спілки журналістів України.
17 жовтня 2009 року, під час святкування 100-річчя з дня заснування зоопарку, Сергій Григор'єв, що обіймав посаду начальника науково-просвітницького відділу, та завідувач відділу копитних Ігор Марійчук вирішили влаштувати акцію протесту проти діяльності директора зоопарку Світлани Берзіної, що на їх думку займалася цілеспрямованим знищенням утримуваних тварин. Протестуючих співробітників було побито поплічниками Берзіної, а вже за два дні Григор'єва звільнили ніби-то за систематичні прогули. Протягом тривалого часу Сергій Григор'єв намагався поновитися на посаді через суд, тоді як адміністрація підприємства звинуватила його та деяких інших екс-працівників зоопарку в отруєнні слона Боя. Згодом ці звинувачення було спростовано. Задля протистояння директору було створено Ініціативну групу порятунку Київського зоопарку, керівником якої став Григор'єв. Після відставки Світлани Берзіної Сергія Григор'єва було знову залучено до роботи в зоопарку, де він, окрім своїх основних обов'язків, очолив незалежну профспілку «Захист праці».
У 2012 році Сергій Григор'єв вирішив висувати свою кандидатуру на посаду директора підприємства, однак замість Олексія Толстоухова директором було призначено Євгена Кирилюка.
На початку 2014 року Сергій Григор'єв здійснив ще одну спробу очолити Київський зоопарк, висунувши на відкритому конкурсі свою кандидатуру на посаду Генерального директора. Втім, переможцем конкурсу став Кирило Трантін.
22 лютого 2014 року, після того як колишній Президент України Віктор Янукович залишив свою резиденцію «Межигір'я», Сергій Григор'єв та екс-керівник відділу птахів Київського зоопарку Богдан Швайка прибули до зоопарку, що знаходився на території маєтку, аби доглядати за тваринами та не допустити занепаду звіринця. Після необдуманої заяви скандального керівника Київського зоопарку Євгена Кирилюка, що він готовий забрати усіх тварин до себе, Григор'єв та Швайка залишилися у «Межигір'ї» для несення цілодобової варти разом із загонами Самооборони. Згодом саме вони займалися вирішенням усіх проблем, що виникали в зоопарку, працюючи на волонтерських засадах, адже державного статусу звіринець так і не набув.